# Quatre saisons dans la vie de Ludovic

Quatre saisons dans la vie de Ludovic est une série de quatre courts métrages d'animation réalisés par Co Hoedeman entre 1998 et 2002.

## Synopsis
La série explore l'imaginaire d'un jeune ourson en peluche qui vit avec son père et sa mère.

## Fiche technique
- Réalisation : Co Hoedeman
- Musique : Daniel Lavoie
- Production : Office National du Film
- Producteurs : Thérèse Descary (épisodes 1, 2 et 3), Jean-Jacques Leduc (épisodes 3 et 4).
- Pays de production : Canada

## Épisodes
- 1998 : Une poupée dans la neige
- 2000 : Un crocodile dans mon jardin
- 2001 : Des vacances chez Grand-Papa
- 2002 : Un vent de magie

## Réalisation
Co Hoedeman utilise pour ces films des marionnettes et poupées de chiffon.

## Prix et récompenses
- Grand prix, Alliance for Children and Television, Toronto
- Prix du jury, FIFEM, Montreal
- Prix Animé TVA 1998 pour Ludovic, une poupée dans la neige, premier film de la série de quatre, Festival du cinéma international en Abitibi-Témiscamingue